# Sérgio Arthur Braschi
Sérgio Arthur Braschi (Curitiba, 3 de dezembro de 1948) é um sacerdote católico brasileiro, o quinto bispo da Diocese de Ponta Grossa.
Foi bispo auxiliar da Arquidiocese de Curitiba, auxiliando a Dom Pedro Antônio Marchetti Fedalto, agora arcebispo emérito de Curitiba.

## Histórico
Dom Sérgio Arthur Braschi nasceu em Curitiba, aos 3 de dezembro de 1948, segundo de sete filhos do casal Acyr Arthur e Maria Leopoldina Santanna Braschi. Batizado na Paróquia São Francisco de Paula, no dia 8 de dezembro, cresceu numa família cuja vida se alimentava na comunidade paroquial. Bem cedo apareceram sinais de vocação ao Sacerdócio no menino que ia, quase diariamente, rezar e treinar os dedos no piano da Igreja.
Cursou os primeiros anos do Primário no Grupo Escolar 19 de Dezembro, ingressando a 17 de fevereiro de 1959, no recém-inaugurado Seminário Menor São José, Colônia Nova Orleans. Aí terminou o primeiro grau e cursou o segundo grau, de formação clássica.
Passando ao Seminário Maior Rainha dos Apóstolos, de 1967 a 1969 cursou Filosofia na Pontifícia Universidade Católica do Paraná. Em setembro de 1969, foi enviado a Roma, por Dom Manuel da Silveira d'Elboux, para estudar Teologia na Pontifícia Universidade Gregoriana.
Regressando ao Brasil, iniciou um trabalho missionário no Nordeste, que iria se repetir durante vários anos seguidos: já sacerdote, de 1973 a 1986, foi às Dioceses de Mossoró e Cajazeiras.

## Sacerdócio
Foi ordenado sacerdote no dia 8 de julho de 1973 por Dom Pedro Fedalto, na mesma paróquia onde fora batizado, crismado e fizera a Primeira Comunhão.
Primeiramente foi Vigário Paroquial na Paróquia Santa Teresinha do Menino Jesus, em 1973, chamado, em seguida, a longos anos de serviço às vocações sacerdotais: foi diretor espiritual e professor do Seminário menor São José, de 1974 a 1978 e diretor arquidiocesano da Obra das Vocações, mais adiante Reitor do mesmo Seminário, de 1979 a 1981. Em 1982, foi-lhe confiada a formação de alunos filósofos e teólogos de várias dioceses, como reitor do Seminário Maior Rainha dos Apóstolos, que completava seus 25 anos de existência; nesta ocasião, recebeu o título de Cônego.
Foi, também, por alguns anos, presidente da OSIB – Regional Sul II da CNBB (Organização dos Seminários no Paraná), bem como continuava a integrar, desde os primeiros anos de padre, a Equipe Regional de Canto Pastoral, animando com cursos várias dioceses. Em 1985, compôs a Equipe de Coordenação do Curso para Formadores de Seminários em Bogotá, Colômbia. Até meados de 1986, como reitor, fez parte do Conselho Presbiteral, como também do Colégio de Consultores da Arquidiocese. De 1980 a 1986, foi o celebrante oficial da missa dos domingos pela TV Paranaense.
Em 1986 voltou ao Pontifício Colégio Pio Brasileiro, em Roma, conseguindo seu mestrado em Teologia Dogmática, com tese na área eclesiológica, na Pontifícia Universidade Gregoriana. Ao mesmo tempo, aprimorou os dotes musicais com o Curso de Música Religiosa na Scuola di Musica Ludovico da Victoria.
Quando preparava a tese de doutoramento, teve de voltar a Curitiba, passando a residir com sua mãe, e assumindo como pároco a Paróquia de São Judas Tadeu. De 1990 a 1996, construiu com os paroquianos, não só o aconchegante santuário, mas lecionava eclesiologia no Studium Theologicum de Curitiba, assumindo, de 1993 a 1996, a Coordenação Pastoral da Periferia Sul. Nestes anos, voltou a integrar o Conselho Presbiteral, Equipe de Coordenação Pastoral, Colégio de Consultores, Grupo de Teólogos do Sínodo da Arquidiocese. Por cinco anos (de 1992 a 1996), foi Diretor Espiritual Arquidiocesano do Apostolado da Oração, cabendo-lhe celebrar os 100 anos do Apostolado da Oração. Em janeiro de 1997 foi chamado a ser Pároco da Catedral Basílica de Nossa Senhora da Luz dos Pinhais.

## Episcopado
Aos 18 de fevereiro de 1998 foi nomeado Bispo Auxiliar de Curitiba pelo Papa João Paulo II, e ordenado no dia 14 de abril de 1998 na igreja Catedral de Curitiba. Seu lema é Vida, Doçura e Esperança, baseado na oração da Salve, Rainha. No dia 16 de julho de 2003 foi nomeado Bispo Diocesano de Ponta Grossa, tomando posse da mesma no dia 5 de setembro de 2003.
No dia 11 de maio de 2011 foi eleito Presidente da Comissão Episcopal Pastoral para a Ação Missionária e Cooperação Intereclesial da CNBB, período a concluir-se em 2015.

### Ordenações episcopais
Dom Sérgio foi o ordenante principal da ordenação episcopal de:
- Dom Mário Spaki (2018)

Foi consagrante de:
1. Odair Miguel Gonsalves dos Santos, C.M. (08/12/2023, na Igreja Matriz São Miguel em Irati)[2]
2. Evandro Luis Braun (2025)